# Fats Theus
Arthur James „Fats“ Theus (* um 1930) ist ein US-amerikanischer Rhythm & Blues und Soul-Jazz-Musiker (Tenorsaxophon, Arrangement).

## Leben und Wirken
Theus spielte in den frühen 1950er-Jahren in Los Angeles bei Preston Love, an dessen Aufnahmen für Federal Records er mitwirkte („Stay By My Side“, mit dem Sänger Frank Erwin). Unter eigenem Namen spielte er 1956 für Aladdin die Single „Be Cool My Heart“/„Rock'n'Roll Drive in“ ein (#3324). In den 1960er Jahren arbeitete er mit Billy Larkin (Ain't That A Groove), Jimmy McGriff (I've Got a New Woman), für den er auch arrangierte („The Worm“, 1968), sowie in der Gruppe Wildare Express mit Reuben Wilson. 1970 nahm er für CTI das Album Black Out auf; zu den mitwirkenden Musikern gehörten Hilton Felton, Grant Green, Chuck Rainey, Jimmy Lewis und Idris Muhammad. Das Titelstück, eine Eigenkomposition, erschien auch als Singleauskopplung. 1971 nahm er noch mit McGriff und O’Donel Levy (Black Velvet) auf.  Der Diskograf Tom Lord listet im Bereich des R&B und Jazz zwischen 1953 und  1971 fünfzehn Aufnahmesessions.